# Nina Repeta
Nina Repeta (* 10. September 1967 in Shelby, North Carolina als Nina Lynn Blanton) ist eine US-amerikanische Schauspielerin.

## Leben
Repeta machte ihren Abschluss an der East Carolina University zusammen mit Kevin Williamson und Sandra Bullock. Ihre erste Rolle hatte sie in George Lucas’ Filmkomödie Radioland Murders – Wahnsinn auf Sendung. In der Krimiserie Matlock war sie insgesamt fünfmal zu sehen, jedes Mal in einer anderen Rolle. Repeta spielte zumeist kleinere Rollen im Fernsehen und in Filmen. Sie wirkte in A Step Toward Tomorrow und in Die Göttlichen Geheimnisse der Ya-Ya Schwestern mit.
Ihre bisher bekannteste Rolle spielte sie in der US-Serie Dawson’s Creek, als sie Bessy Potter mimte. Zwei Jahre nach ihrem Ausstieg bei Dawson’s Creek spielte sie eine feste Rolle in der Serie Palmetto Pointe.
Verheiratet ist sie mit dem Kameraassistenten Mike Repeta.